# پریسویل
پریسویل (به انگلیسی: Preeceville) یک منطقهٔ مسکونی در کانادا است که در ساسکاچوان واقع شده‌است. پریسویل ۳٫۰۶ کیلومتر مربع مساحت و ۱٬۰۷۰ نفر جمعیت دارد و ۵۱۸٫۱۷ متر بالاتر از سطح دریا واقع شده‌است.